# Права семьи
Права́ семьи́ — права, образующие основу правового статуса семьи.
Доктрина прав семьи основывается на понимании семьи как основной ячейки общества и фундаментальной социальной ценности, являющейся основой существования мировых цивилизаций и всего человечества.

## Семья как субъект права
Спор о семье как субъекте права ведётся со времен римского права.
В том или ином виде семья выступает субъектом права в ряде стран. Например, во Франции несколько десятилетий действует Семейный кодекс, регулирующий в том числе и вопросы взаимодействия семьи и государства.
В России единое определение термина «семья» отсутствует. Отдельные отрасли науки и законодательства толкуют его по-разному, в связи с чем в настоящее время семья не считается субъектом права. В семейном кодексе РФ семья не рассматривается в целом как объект правоотношений, а все виды семейных отношений, главным образом, относятся к кругу членов семьи — супругам, родителям, детям и другим родственникам.
Вместе с тем, семья как целое, как субъект права рассматривается в статье 7 Конституции РФ, обеспечивающей государственную поддержку семьи; статье 23, провозглашающей право каждого на семейную тайну; статье 38, гарантирующей семье защиту государства.

## Базовые права семьи
Выделяют следующие права семьи:
- на воспитание собственных детей в соответствии с культурой и традициями конкретной страны[1];
- на свободную организацию своей религиозной жизни в домашнем кругу под руководством родителей и публичное исповедование своей веры[5];
- на выполнение своей социальной и политической функции в построении общества[5];
- на такую политическую и экономическую систему, в которой организация труда даёт членам семьи возможность жить вместе и не угрожает единству, благосостоянию и стабильности семьи, обеспечивая одновременно возможность здорового отдыха[5];
- на жилую площадь, соответствующую семейной жизни и соответствующую количеству её членов, расположенную в месте, обеспечивающем условия, необходимые для жизни семьи и общины[5];
- имеет право требовать, чтобы средства массовой информации представляли собой позитивный инструмент построения общества, а также поддерживали фундаментальные ценности семьи[5];
- на частную жизнь, ограждение семьи от излишнего внимания.

В статье 16 Всеобщей декларации прав человека закреплено, что «семья является естественной и основной ячейкой общества и имеет право на защиту со стороны общества и государства».

## Декларация прав семьи
Основная статья: Charter of the Rights of the Family

По предложению Синода Епископов, состоявшегося в 1989 году в Риме, Ватиканом разработана «Декларация прав семьи», состоящая из 12-и статей. Ватикан призывает все государства, международные организации и институты и др. уважать эти права и прилагать все усилия для их повсеместного признания и соблюдения.